# Норт Солт Лејк (Јута)
Норт Солт Лејк (енгл. North Salt Lake) град је у америчкој савезној држави Јута.

## Демографија
По попису из 2010. године број становника је 16.322, што је 7.573 (86,6%) становника више него 2000. године.
| Група             | 2000.         | 2010.          |
| Белци             | 7.808 (89,2%) | 13.173 (80,7%) |
| Афроамериканци    | 27 (0,3%)     | 155 (0,9%)     |
| Азијати           | 131 (1,5%)    | 460 (2,8%)     |
| Хиспаноамериканци | 556 (6,4%)    | 1.876 (11,5%)  |
| Укупно            | 8.749         | 16.322         |